# 돈바스 아레나
돈바스 아레나(우크라이나어: Донбас Арена, 러시아어: Донбасc Арена)는 우크라이나 도네츠크에 위치한 축구 경기장이다. 2009년 8월 29일에 개장했으며 50,000명을 수용할 수 있다.
경기장 이름은 도네츠크가 위치한 석탄 광산 지역인 돈바스에서 유래된 이름이다. 샤흐타르 도네츠크의 홈 구장으로 사용되었으며 폴란드와 우크라이나에서 공동 개최된 UEFA 유로 2012 경기가 열린 경기장 가운데 한 곳이기도 하다. 현재는 2014년에 일어난 돈바스 전쟁의 여파로 인해 폐장된 상태이다.